# Hormocephalum ecuadorense
Hormocephalum ecuadorense är en svampart som beskrevs av Syd. 1939. Hormocephalum ecuadorense ingår i släktet Hormocephalum, divisionen sporsäcksvampar och riket svampar.   Inga underarter finns listade i Catalogue of Life.